# Barwinkowa
Der Barwinkowa ist ein Berg in den polnischen Zipser Pieninen, einem Gebirgszug der Pieninen, mit 725 Metern Höhe. 

## Lage und Umgebung
Der Barwinkowa liegt im Hauptkamm der Pieninen. Nördlich des Gipfels liegt der Stausee Jezioro Czorsztyńskie und südlich der Gebirgsbach Łapszanka.

## Tourismus
Der Gipfel ist von allen umliegenden Ortschaften leicht auf markierten Wanderwegen erreichbar. Er liegt außerhalb des polnischen Pieninen-Nationalparks. 

### Routen zum Gipfel
Eine markierte Route führt von Łapsze Wyżne zum Gipfel:
- ▬ der rot markierte Kammweg von Łapsze Wyżne über Dursztyn auf den Gipfel und weiter nach Niedzica.